# Giovani dos Santos
Giovani dos Santos Ramírez (n. 11 mai 1989, Monterrey, Nuevo León, Mexic) este un fotbalist mexican cu descendență braziliană și mexicană, care joacă pentru clubul LA Galaxy în Major League Soccer.

## Palmares

### Club
Barcelona
- Supercopa de España (1): 2006[4]

### Internațional
Mexic
- Campionatul Mondial de Fotbal U-17: 2005
- CONCACAF Gold Cup: 2009
- Medaliat cu aur la Jocurile Olimpice de vară din 2012

### Individual
- FIFA U-17: Balonul de argint: 2005
- FIFA U-20: Balonul de bronz: 2007
- CONCACAF Gold Cup – Cel mai valoros jucător: 2009
- CONCACAF Gold Cup: All-Tournament Team 2009